# Unit Contra Terrorisme en Activisme
De Unit Contra Terrorisme en Activisme (UCTA) is een begin 2005 in Nederland opgerichte eenheid van de Dienst Nationale Recherche van het Korps landelijke politiediensten (KLPD) die zich bezighoudt met de bestrijding van terrorisme en gewelddadig activisme. De door het kabinet in november 2004 aangekondigde tientallen extra politiemensen voor terrorismebestrijding binnen het KLPD gaan onder meer naar deze eenheid. Bij de voorloper van deze eenheid, de Unit Terrorisme en Bijzondere Taken (UTBT), werkten ongeveer tachtig mensen.